# Fischer Sports

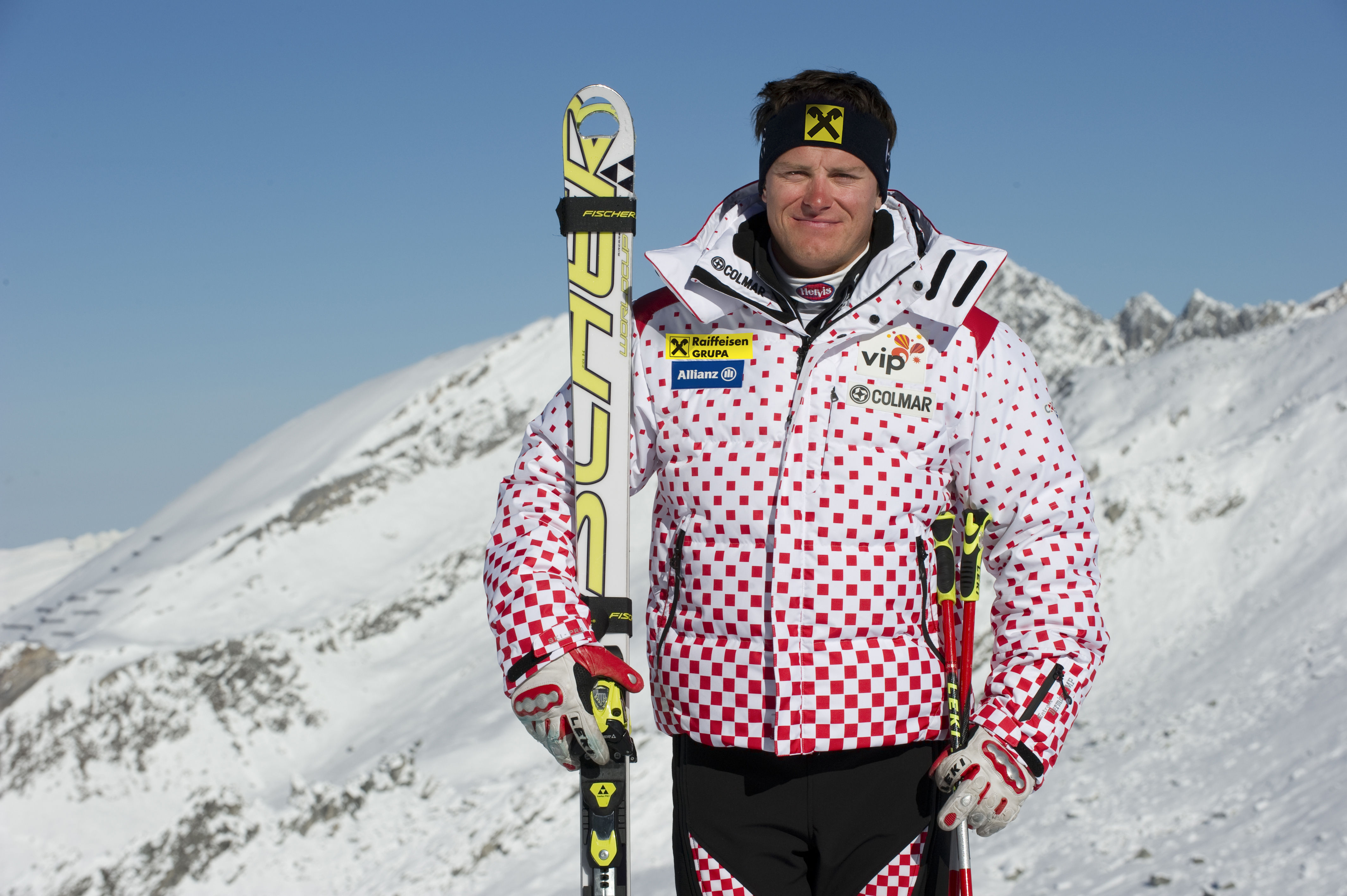
Ivica Kostelić.

Fischer Sports is een Oostenrijks producent van sportartikelen. Het is een belangrijke producent van skis en toebehoren voor alpineskiën, langlaufen en skispringen. Daarnaast produceert het ook ijshockeysticks.
Fischer Sports is een dochtermaatschappij van de Fischer Sports Group, waarvan ook de Oostenrijkse producent van sportkleding Löffler deel uitmaakt.

## Geschiedenis
De firma werd opgericht door Josef Fischer senior in 1924. In die tijd bouwde men houten boerenwagens en sleeën. Rond 1935 volgden de eerste skis. Het bedrijf breidde gestaag uit en in 1956 werkten er al 137 arbeiders die jaarlijks 53.000 paar skis produceerden. In 1958 werd het eerste rood-witte logo met driehoeken geïntroduceerd. Later werd het vervangen door het geelzwarte logo.
Na de dood van de oprichter in 1959 namen zijn zoon Josef junior en zijn dochter Selma Sturmberger de leiding van het bedrijf over. In 1964 werd een nieuwe fabriek aan de rand van Ried im Innkreis gebouwd.
In 1988 bouwde Fischer een fabriek in Moekatsjeve (Oekraïne).
In 2002 kwam het bedrijf opnieuw volledig in bezit van de familie, nadat die het aandeel van een Japanse partner had teruggekocht. Sedert de herfst van 2009 is Franz Föttinger de bedrijfsleider.
Fischer behaalde vele successen in de wintersportcompetities, zowel in alpineskiën als noords skiën (vooral skispringen).

## Sportsponsoring
Vele wintersportatleten werden of worden door Fischer uitgerust. Enkele daarvan zijn:
- in het alpineskiën: Ivica Kostelić, Manfred Moelgg, Kalle Palander, Denise Karbon, Tanja Poutiainen, Nicole Hosp, Sarka Zahrobska...
- in het langlaufen: Petter Northug, Justyna Kowalczyk, Kikkan Randall, Tobias Angerer...
- in de biatlon; Kaisa Mäkäräinen, Tora Berger, Magdalena Neuner, Andrea Henkel, Andreas Birnbacher, Simon Fourcade...
- in de noordse combinatie: Eric Frenzel, Björn Kircheisen...
- in het skispringen: Simon Ammann, Anders Bardal, Anders Jacobsen, Jakub Janda, Andreas Kofler, Thomas Morgenstern, Michael Neumayer, Gregor Schlierenzauer, Jacqueline Seifriedsberger...

In het seizoen 2012/2013 was Fischer het meest succesvolle skimerk in de wereldbekers langlaufen, biatlon, skispringen en noordse combinatie; 117 van de 162 overwinningen werden met Fischer-skis behaald.